# Sapron
Sapron (ros. Сапрон) – wieś (ros. деревня, trb. dieriewnia) w zachodniej Rosji, w sielsowiecie bolszeiwanowskim rejonu wołowskiego w obwodzie lipieckim.

## Geografia
Miejscowość położona jest w dorzeczu rzeki Ołym, 3,5 km od centrum administracyjnego sielsowietu bolszeiwanowskiego (Bolszaja Iwanowka), 18 km od centrum administracyjnego rejonu (Wołowo), 117 km od stolicy obwodu (Lipieck).
W granicach miejscowości znajduje się ulica Riecznaja (81 posesji).

## Demografia
W 2012 r. miejscowość zamieszkiwało 237 osób.